# Cichy Don (film 1958)
Cichy Don (ros. Тихий Дон) – radziecki czarno-biały historyczny melodramat, trzyczęściowa ekranizacja powieści Michaiła Szołochowa pod tym samym tytułem.

## Obsada
- Daniił Ilczenko – Pantielej Mielechow
- Piotr Glebow – Grigorij Mielechow
- Nikołaj Smirnow – Piotr Mielechow
- Ludmiła Chitiajewa – Daria
- Elina Bystricka – Aksinia
- Zinajda Kirienko – Natalia
- Aleksandr Błagowiestow – Stiepan Astachow
- Aleksandr Żukow – Miron Korszunow
- Boris Nowikow – Mitka Korszunow
- Natalia Archangielska – Duniasza
- Walentina Chmara – Maszutka
- Anastasija Filippowa – Iliniczna
- Aleksandra Denisowa – Likiniczna
- Michaił Głuzski – esauł Kałmykow
- Wadim Zacharczenko – Prochor Zykow
- Giennadij Kariakin – Michaił Koszewoj
- Jelena Maksimowa – matka Koszewoja
- Michaił Wasiliew – Christonia
- Wiktor Bubnow – Jakow Fomin
- Piotr Lubieszkin – Aleksiej Szamil
- Boris Murawiew – Michaił Kriwoszłykow
- Nikołaj Murawiew – Podtiołkow
- Siemion Swaszienko – Garandża
- Siergiej Jurtajkin – Walet
- Inna Wychodcewa – Anna Pogudko
- Aleksandr Titow – Iwan Kotlarow, przewodniczący
- Iwan Ryżow – Jermakow
- Wiliam Szatunowski – Osip Sztokman
- Lubow Sokołowa – żona Sztokmana
- Siergiej Troicki – Jemielian
- Gieorgij Szapowałow – Spiridonow
- Wasilij Szukszyn – marynarz
- Igor Dmitrijew – oficer
- Nikołaj Grabbe – oficer
- Iwan Bondar – oficer

## Produkcja
Zdjęcia kręcono w Moskwie, Kamieńsku Szachtyńskim (obwód rostowski), Petersburgu i Odessie.

## Nagrody
- 1958: Grand Prix na festiwalu w Karlowych Warach[2].